# RIP 2020
RIP 2020 is een satirisch televisieprogramma van de Vlaamse zender VTM. Ruth Beeckmans, Jonas Van Geel, Guga Baúl en Nathalie Meskens spelen sketches waarin ze het jaar 2020 op een humoristische wijze op de hak nemen. Het programma kent één seizoen van zeven afleveringen dat van start ging op 25 november 2020. De laatste uitzending was op 6 januari 2021. De opnames vonden plaats in de stadsschouwburg van Mechelen.
Het programma werd kritisch ontvangen.